# Robi
Robert Aldavert Cellerino (Barcelona, España, 12 de septiembre de 1964) es un exfutbolista español que se desempeñaba como defensa.

## Clubes
| Club             | País   | Año       |
| ---------------- | ------ | --------- |
| R. C. D. Español | España | 1983-1986 |
| Elche C. F.      | España | 1987-1991 |
| C. D. Castellón  | España | 1991-1993 |
| Palamós C. F.    | España | 1993-1999 |